# Amor, robos y otros enredos
Amor, robos y otros enredos (en árabe: Al-Hob wa Al-Sariqa wa Mashakel Ukhra‎) es una película dramática palestina de 2015 dirigida por Muayad Alayan. Se proyectó en la sección Panorama de la 65.ª edición del Festival Internacional de Cine de Berlín, celebrado en febrero de 2015.

## Reparto
- Sami Metwasi
- Maya Abu Alhayyat
- Riyad Sliman
- Ramzi Maqdisi
- Kamel El Basha